# Équipe de Corée du Nord féminine de football des moins de 20 ans
Maillots
L'équipe de Corée du Nord féminine de football des moins de 20 ans est une sélection des meilleures joueuses nord-coréennes nées après le 1er janvier 1999.
Cette équipe remporte la Coupe du monde en 2006, 2016 et en 2024.

## Parcours

### Parcours enCoupe du monde des moins de 20 ans
- 2002 : Non qualifiée
- 2004 : Non qualifiée
- 2006 :  Vainqueur
- 2008 :  Finaliste
- 2010 : Quart de finale
- 2012 : Quart de finale
- 2014 : Demi-finale
- 2016 :  Vainqueur
- 2018 : Quart de finale
- 2022 : Non qualifiée
- 2024 :  Vainqueur